# Народна міліція (Болгарія)
Народна міліція (болг. Народна милиция) — органи правопорядку Народної Республіки Болгарія.

## Історія

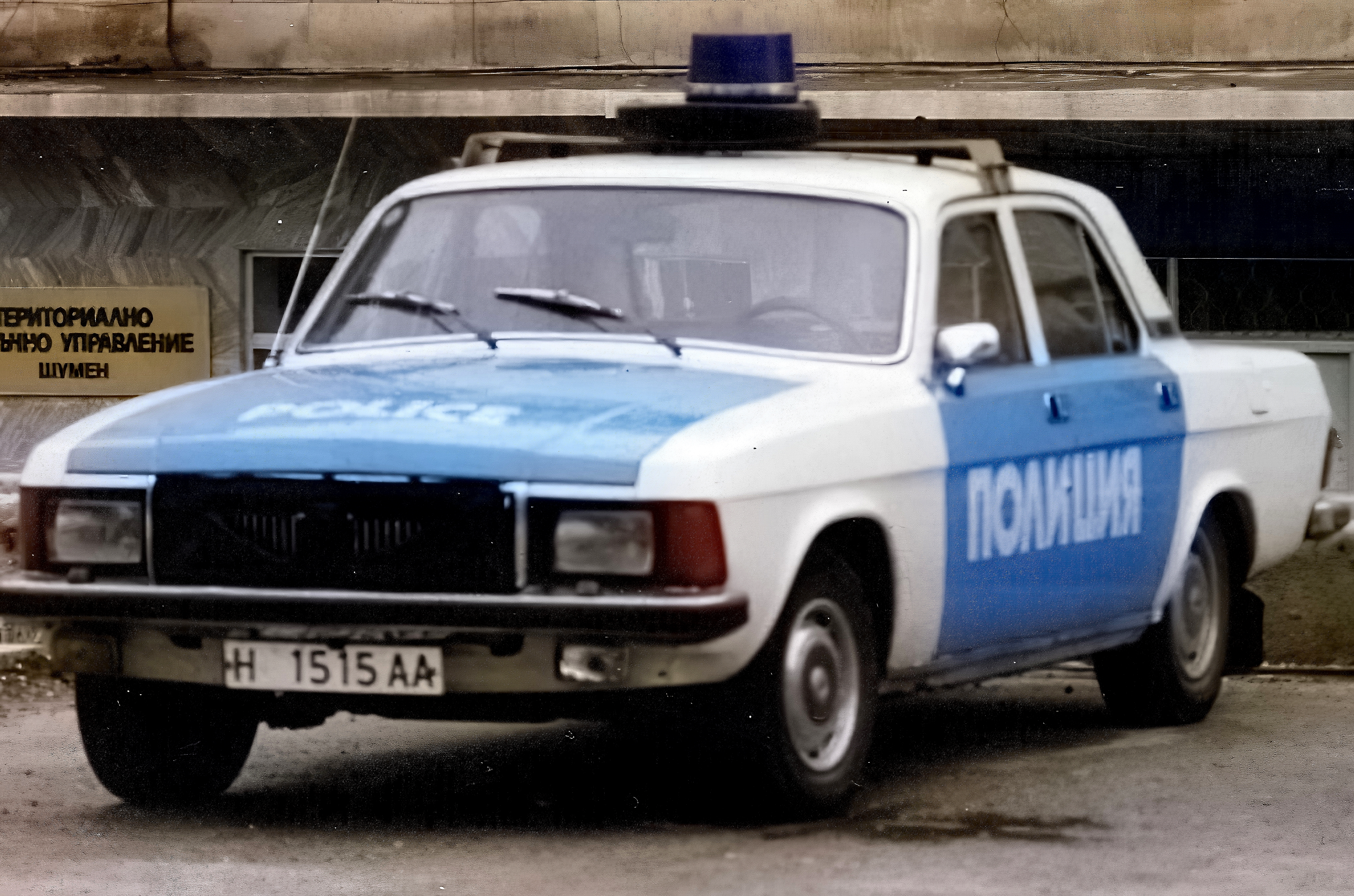
Автомобіль народної міліції, успадкований її правонаступницею — болгарською поліцією

Утворена 10 вересня 1944 року на другий день після комуністичного перевороту в Болгарії постановою № 1 Ради міністрів, якою ліквідовано тодішню болгарську поліцію. Цією ж постановою підпорядковувалася Міністерству внутрішніх справ. На неї покладалася функція внутрішньої безпеки. У народній міліції почали працювати люди, які брали участь у нелегальному комуністичному русі і мали заслуги перед новою владою. Ядро народної міліції, за словами міністра внутрішніх справ Антона Югова, становили «найкращі партизани». Постановою № 2 всі жандармські частини були розформовані. Того ж дня обласні начальники міліції наказали керівникам округів передати поліційні повноваження «людям Вітчизняного фронту».
Головним завданням новоствореної міліції були утвердження та захист тоталітарної системи, що зароджувалася в країні. Як і Міністерство внутрішніх справ та органи державної безпеки, міліція будувалася за радянським зразком і під безпосереднім керівництвом і наглядом радянських радників, перебувала під прямим радянським контролем і служила радянізації Болгарії та її підпорядкуванню радянській владі.
Ще 9 вересня 1944 року майже весь кадровий склад тогочасної поліції замінено «новими людьми». Новоутворене Управління народної міліції (болг. Дирекция на Народната милиция) налічувало 19 тис. осіб: 14,5 тис. співробітників, 2,5 тис. цивільних працівників і 2 тис. конторсько-технічних працівників. Із них 25 % були членами комуністичної партії, а 50 % належали до держбезпеки. Політбюро ЦК БКП вирішило поповнити склад «нашими кадрами», які добровільно або за мобілізацією відбиралися з партійно-комуністичних і комсомольських організацій. Критеріями роботи в міліції були лояльність до партії, заслуги у встановленні нової влади та схвальна службово-політична характеристика від комітетів Вітчизняного фронту за місцем проживання. Порядок прийому ґрунтувався на класово-партійному принципі роботи з кадрами, затвердженому постановою Президії ЦК БРК(к) від 12 квітня 1945 р. про кадрову політику в органах міліції.
Управління народної міліції поділялося на дві сфери діяльності — державну безпеку (з чотирма відділами: внутрішньополітичним, контррозвідки, громадянських організацій і видань і документально-звітним, до якого були прикріплені охорона та інспекторат) та власне народну міліцію (з трьома, а пізніше 4-ма відділами). Четвертий («господарський») відділ зі своїми трьома відділеннями взяв на себе боротьбу з чорним ринком і спекуляцією, з саботажем і вандалізмом, контрабандою, з порушеннями закону про торгівлю іноземними платіжними засобами та з перевіркою іноземних акціонерних товариств. З 1 квітня 1947 р. створено Головне управління народної міліції у складі Управління державної безпеки та Управління народної міліції.
У 1991 році було ухвалено закон про реформування системи МВС. Ним скасовано укази про державну безпеку, розпущено цю структуру, а також змінено назву з Народної міліції на Національну поліцію.